# George Chalmers
George Chalmers, född 1742 och död 31 maj 1825, var en skotsk historiker.
Chalmers var efter 1786 verksam vid handels- och kolonialinstitutet, och skrev Caledonia, or an account, historical and topographic, of North Britain (3 band, 1810–1824), ett grundligt verk om Skottlands äldre historia.